# Malad City
Malad City település az Amerikai Egyesült Államok Idaho államában, Oneida megyében, melynek megyeszékhelye is. Lakosainak száma 2299 fő (2020. április 1.).

## Népesség
A település népességének változása:

| 2010 | 2 095 |
| 2020 | 2 299 |